# Секст Квинтилий Вар (претор)
Секст Квинти́лий Вар (лат. Sextus Quinctilius Varus; умер, предположительно, в 43 году до н. э.) — древнеримский политический деятель из патрицианского рода Квинтилиев, претор 57 года до н. э.

## Биография
Секст Квинтилий принадлежал к старинному патрицианскому роду. В 57 году до н. э. он был претором; известно, что он хотел вернуть из изгнания Марка Туллия Цицерона. В следующем году, уже в качестве проконсула, получил направление в Дальнюю Испанию, где находился вплоть до 54 года и был сменён легатом Помпея Марком Петреем. 
Известно, что Секст Квинтилий имел, по крайней мере, двух детей: сына, унаследовавшего отцовский преномен, квестора 49 года до н. э., который погиб после сражения под Филиппами, и дочь, ставшую женой Гая Лициния Макра Кальва и умершую в 54 или 53 году до н. э.